# The Cooler – Alles auf Liebe
The Cooler – Alles auf Liebe (Originaltitel: The Cooler) ist ein US-amerikanischer Spielfilm von Wayne Kramer aus dem Jahr 2003. Die tragikomische Gangsterfabel spielt in der Glitzerwelt Las Vegas.

## Handlung
Bernie Lootz ist ein Pechvogel. Alles, was er anfasst, geht schief. Da seine Anwesenheit aber auch den Menschen in seiner Umgebung Pech bringt, wurde er von Shelly Kaplow, einem alten Freund, bei einem von der Mafia kontrollierten Spielcasino – dem Shangri La – eingestellt, um seine hohen Spielschulden abzuzahlen. Es bleiben nur noch wenige Tage bis zum Zeitpunkt, an dem er mit Shelly quitt ist und gehen kann. Bernie zählt bereits die Tage und freut sich auf einen Neuanfang; er möchte die Stadt verlassen.
Shelly Kaplow ist ein Verfechter der alten Schule. Der Mafioso Nicky Fingers Bonnatto und sein junger „Marketingspezialist“ Larry Sokolov sind anderer Meinung und wollen alles modernisieren. Da Shellys Geschäft auch dank Bernie außerordentlich gewinnbringend läuft, genießt er eine gewisse Toleranz von Seiten der Mafia.
Lootz verliebt sich in die attraktive Kellnerin Natalie Belisario, die ebenfalls im Shangri La arbeitet. Um Bernie weiterhin an Las Vegas zu binden, bezahlt Shelly sie dafür, dass sie eine Beziehung zu Bernie Lootz eingeht. Dieser, der nichts von den anfänglichen Hintergründen seines Liebesglücks weiß, erzählt ihr, dass seine Kniescheibe wegen der Spielschulden von Shelly zertrümmert wurde. Er sei ihm dafür sogar dankbar, weil es seine Spielsucht beendet habe.
Gegen die Pläne von Shelly und Natalie verliebt sich diese tatsächlich in Bernie, und als sie ihm diese Liebe gesteht, haben plötzlich Bernie und die Menschen in seiner Umgebung Glück statt Unglück. Shelly Kaplow, entsetzt von den plötzlichen, durch Glückssträhnen der Casinogäste verursachten Gewinneinbrüchen, versucht daraufhin, die beiden wieder zu trennen.
Zu allem Überfluss taucht Bernies Sohn Mikey mit seiner hochschwangeren Freundin auf und bittet seinen Vater um Geld im Hinblick auf die anstehende Geburt. Bernie, dessen Verhältnis zu seinem Sohn lange auf Eis lag, reagiert nach einigem Zögern sehr großzügig und gibt ihnen 3.000 Dollar. Später sieht er Mikey und seine Freundin im Shangri La beim Würfeln. Dabei gewinnt dieser enorme Geldsummen und fällt dem Management auf. Shelly sieht mit einem Röntgenblick, dass Mikey mit eigenen, gezinkten Würfeln betrügt, und so werden er und seine Freundin von Shelly zur Rede gestellt. Es stellt sich zudem heraus, dass Mikeys Freundin die Schwangerschaft nur vorgetäuscht hat. Bernie versucht zu schlichten und bietet an, den potentiellen Schaden, den das Casino hätte tragen müssen, zu übernehmen. Obwohl Shelly auf das Angebot eingeht, kann Bernie aber nicht verhindern, dass Mikey einen schweren Denkzettel bekommt, bei dem ihm einige Knochen gebrochen werden. 
Nachdem Shelly Natalie aufgesucht und brutal zugerichtet hat, nutzt Bernie sein Glück, um im Shangri La 150.000 US-Dollar zu gewinnen und daraufhin die Stadt mit Natalie zu verlassen.
Shelly ist derweil über die vielen Geldverluste zunehmend in Erklärungsnot gegenüber seinen Hintermännern geraten und setzt einen Auftragsmörder auf Bernie und Natalie an. Doch diese Aktion kann seinen eigenen Tod nicht verhindern: Er wird selbst von Bonnatto getötet.
Der Wagen von Bernie und Natalie wird währenddessen in der Wüste Nevadas von einem vermeintlichen Polizisten angehalten, der beide dazu auffordert auszusteigen. Nachdem das Paar der Aufforderung Folge geleistet hat, zückt dieser eine Pistole: Beide sollen sich hinknien, da er sie erschießen wird.
Arm in Arm knien die beiden am Straßenrand und erwarten den Tod. Doch das plötzliche Glück ist Bernie und Natalie wieder hold: Just in dem Moment, als der „Polizist“ abdrücken will, rast ein von einem Betrunkenen gelenktes Auto vorbei und der Auftragsmörder wird überfahren.

## Hintergrund
- Als „Cooler“ wird in der Spielersprache eine Person bezeichnet, die durch ihre Anwesenheit am Spieltisch den Spielern Unglück bringen soll.
- Als „Little Joe“ (oder auch „Hard 4“) wird im Würfelspiel Craps ein Wurf mit zweimal zwei Augen (2-2) bezeichnet.
- Es wird (auch in der deutschen Synchronisation) ein Spielfilm mit dem Namen „Lost Horizon“ erwähnt. Der deutsche Titel des Films lautet In den Fesseln von Shangri-La.
- Die Szene, in der ein Spielautomat den Namen Marnie bekommt, bezieht sich auf die Hauptfigur im gleichnamigen Spielfilm von Alfred Hitchcock.
- Um Bernie Lootz’ Veränderungen vom Pechvogel zum Glücksbringer auch an seinem Aussehen zu verdeutlichen, erhielt William H. Macy für die Dreharbeiten drei Anzüge in verschiedenen Größen: Einen zwei Nummern zu groß für die Szenen, in denen er ein Pechvogel ist. Einen eine Nummer zu groß, in denen sich sein Schicksal zu ändern beginnt, und einen Anzug in der passenden Größe für seine Glücksphase.
- Zu Beginn des Abspanns werden vier Casinos gezeigt, die durch gezielte Sprengungen abgerissen werden. Dabei handelt es sich um das Aladdin, das Landmark, das Sands und das Dunes.
- Der Film wurde in Las Vegas und in Reno (Nevada) gedreht.[2] Er spielte in den Kinos der USA ca. 8,2 Millionen US-Dollar ein.[3]

## Kritiken
Kevin Thomas schrieb in der Los Angeles Times vom 26. November 2003, William H. Macy sei die „perfekte“ Besetzung der Rolle von Bernie Lootz. Der Film zeige Las Vegas auf eine „stereotype“ und „klischeehafte“ Weise. Die von Toby Corbett entworfenen Kulissen wirkten „auffallend altmodisch“.
Das Lexikon des internationalen Films schrieb, der Film sei auf den Hauptdarsteller zugeschnitten. Der erste Teil sei „ausgesprochen unterhaltsam“. Die Anleihen bei den Mafiafilmen würden den Film „unnötig aufblähen“, wodurch die „Überzeugungskraft“ leide.

## Auszeichnungen
- Bei der Oscarverleihung 2004 war Alec Baldwin in der Kategorie Bester Nebendarsteller nominiert.
- Bei den Golden Globe Awards 2004 waren Alec Baldwin als Bester Nebendarsteller und Maria Bello als Beste Nebendarstellerin nominiert.
- Regisseur Wayne Kramer war im Jahr 2003 für den Großen Jurypreis des Sundance Film Festivals, für den Kristallglobus des Internationalen Filmfestivals Karlovy Vary, für einen Preis des Deauville Film Festivals und für die Goldene Ähre der Semana Internacional de Cine de Valladolid nominiert.
- Maria Bello gewann im Jahr 2004 einen Golden Satellite Award. William H. Macy, Alec Baldwin und die Drehbuchautoren waren für den gleichen Preis nominiert.
- Maria Bello und Alec Baldwin waren 2004 jeweils für einen Screen Actors Guild Award nominiert.
- Alec Baldwin gewann 2003 den National Board of Review Award. Er war 2004 für den Broadcast Film Critics Association Award nominiert und gewann den Dallas-Fort Worth Film Critics Association Award sowie den Vancouver Film Critics Circle Award.
- Alec Baldwin und Maria Bello waren 2004 jeweils für einen Online Film Critics Society Award nominiert.
- Die Drehbuchautoren waren 2004 für einen Edgar Allan Poe Award nominiert.